# Harry DiVito

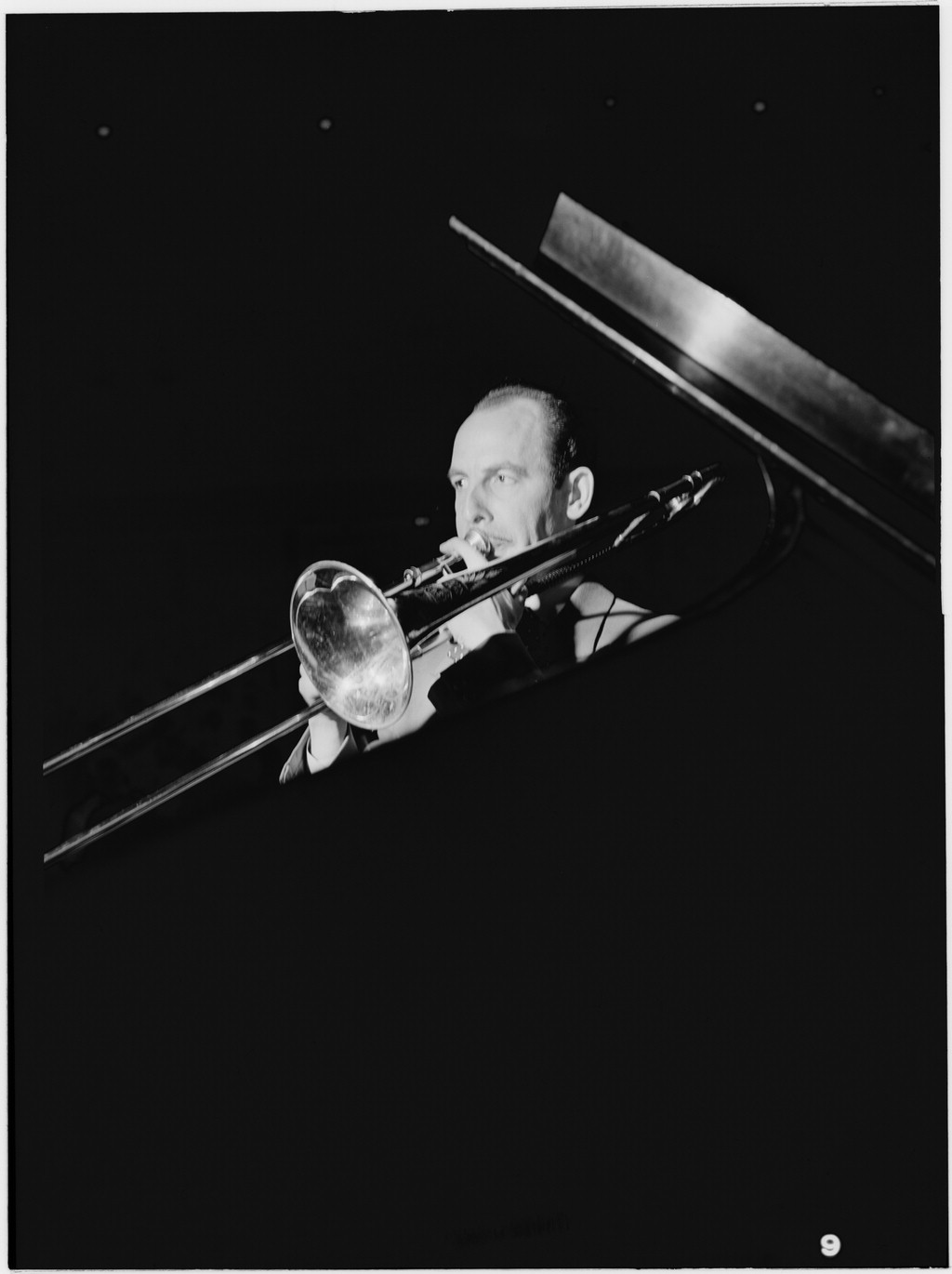
Harry DeVito, 1947 oder 1948. Foto: William P. Gottlieb.

Harry DiVito, auch Harry DeVito (* 1924; † 12. Februar 2006), war ein US-amerikanischer Jazzposaunist.
DiVito spielte ab Mitte der 1940er-Jahre und im folgenden Jahrzehnt in den Bigbands und Jazz-Ensembes von Ziggy Elman, Jerry Grey, Tommy Reynolds, Isham Jones, Les Brown, Harry James, Sam Donahue (1946), Charlie Spivak („Star Dreams“ 1947), Stan Kenton (1948), Gene Krupa und Pee Wee Erwin. 1955 trat er mit Charlie Barnet in der Paul-Whiteman-Show auf, 1956 spielte er bei Benny Goodman („Fascinating Rhythm“) und Ende des Jahrzehnts mit Dick Wellstood, mit Dick Cary and The Dixieland Doodlers, und Phil Napoleon/Kenny Davern.
Vermehrt ab den 1960er-Jahren war DiVito hauptsächlich als Sessionmusiker tätig, zu hören bei Plattenaufnahmen von Lucky Millinder („Teardrops from My Eyes“), Wynonie Harris („Oh Babe!“), Urbie Green (21 Trombones, 1968), Doc Severinsen, Hugo Montenegro, Chico O’Farrill, George Dale Williams, Grant Green (Shades of Green, 1972), Bo Diddley, Sonny Stitt, Harry Chapin (Dance Band on the Titanic, 1977), Eddie Kendricks und zuletzt mit Dick Meldonian („Digeridoo“, 1992). Im Bereich des Jazz listet ihn Tom Lord zwischen 1942 und 1988 bei 117 Aufnahmesessions.